# J. Cole
Jermaine Lamarr Cole (* 28. ledna 1985 Frankfurt nad Mohanem, Německo), spíše známý jako J. Cole, je americký rapper a hudební producent. Také je zakladatelem labelu Dreamville Records.

## Biografie

### Dětství
Narodil se na americké vojenské základně v německém Frankfurtu v roce 1985. Jeho otec je Afroameričan a matka běloška. Když mu bylo osm měsíců rodina se přestěhovala do Fayetteville v Severní Karolíně. Brzy po přestěhování jeho otec opustil rodinu. Vystudoval střední školu Terry Sanford High School ve Fayetteville a poté i newyorskou St. John's University, kde studoval obchod a management.

## Hudební kariéra

### Počátky
S rapováním započal ve čtrnácti letech, kdy mu byl mentorem jeho bratranec J. Money. Později prohlásil, že jeho styl je inspirovaný Tupacem, Nasem a Eminemem. O rok později začíná i s producentskou tvorbou. V sedmnácti letech se snaží proslavit na internetu pod pseudonymem "Therapist".

### Mixtapy a smlouva s Roc Nation (2007–2010)
Svůj první nezávislý mixtape vydal v roce 2007 pod názvem The Come Up. Roku 2009 nahrál píseň "Lights Please", která byla příčinou zisku smlouvy s Jay-Zýho nahrávací společností Roc Nation. V červnu 2009 zde vydal mixtape s názvem The Warm Up.
Publicitu získal po spolupráci na Jay-Zýho písni "A Star is Born" z alba The Blueprint 3. Také hostoval na písních rappera Wale. Roku 2010 hostoval na albech či mixtapech dua Talib Kweli & DJ Hi-Tek, rappera B.o.B a zpěvačky Keri Hilson. Také vydal svůj třetí mixtape nazvaný Friday Night Lights.

### Cole World: The Sideline Story (2011)

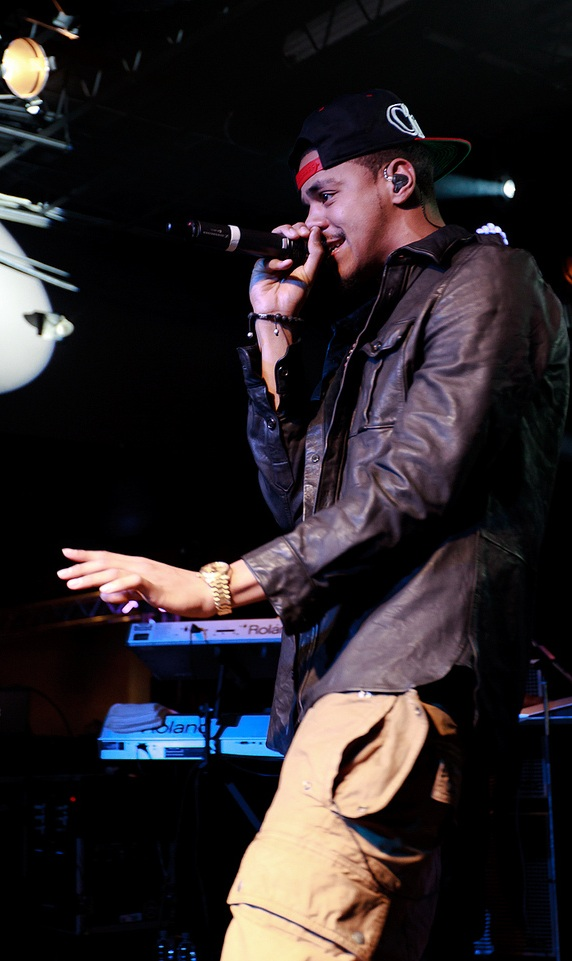
J. Cole na koncertu v Londýně (2011).

V červnu 2010 vydal první singl z alba nazvaný "Who Dat", který se umístil na 93. příčce žebříčku Billboard Hot 100. Jako promo singl byla v červnu 2011 vydána píseň "Work Out", ta se v US hitparádě umístila na 13. příčce. K propagaci alba zdarma zveřejňoval sérii EP s názvem Any Given Sunday. Na začátku září 2011 byl vydán druhý oficiální singl "Can't Get Enough". Album Cole World: The Sideline Story bylo vydáno 27. září 2011. V první týden se v USA prodalo 218 000 kusů. Album debutovalo na první příčce žebříčku Billboard 200. V prosinci 2011 album získalo certifikaci zlatá deska od společnosti RIAA. Celkem se v USA prodalo 772 000 kusů alba. V únoru 2016 RIAA změnila pravidla udělování certifikací a nově do celkového prodeje započítávala i audio a video streamy. Díky tomu album získalo certifikaci platinová deska.

### Born Sinner (2012–2013)
V říjnu 2011 oznámil, že již nahrává své druhé album, pro které využije i písní nahraných pro svůj debut. Album mělo být vydáno v červnu 2012. Nakonec bylo odloženo na pozdější datum vydání, kterým se stal 28. leden 2013, tehdy oznámil i název alba Born Sinner. K propagaci alba v únoru zdarma vydal EP Truly Yours. V únoru 2013 zveřejnil první singl "Power Trip" (ft. Miguel), který se vyšplhal na 19. příčku v Billboard Hot 100. V dubnu 2013 bylo stanoveno datum vydání na 25. června 2013, ale nakonec bylo vydáno již 18. června 2013. O první týden prodeje se v USA prodalo 297 000 kusů alba, čím obsadilo druhou příčku v žebříčku Billbard 200. Celkem se v USA prodalo okolo 747 000 kusů alba. I toto album získalo v únoru 2016, díky změně pravidel RIAA, certifikaci platinová deska.

### 2014 Forest Hills Drive (2014–2015)
V lednu 2014 jeho imprint label Dreamville Records podepsal smlouvu o distribuci s Interscope Records, k oslavě vydal společný mixtape labelu Revenge Of The Dreamers.
Dne 16. listopadu 2014 zveřejnil video, ve kterém oznámil vydání svého třetího studiového alba s názvem 2014 Forest Hills Drive. Album bylo vydáno 9. prosince 2014, a to bez předchozího vydání singlů a jen s malou propagační kampaní. Téhož dne byly vydány dva singly, a to písně "Apparently" (58. příčka) a "G.O.M.D.". Do amerického žebříčku se však po vydání alba dostaly i jiné písně než singly, a to "Wet Dreamz" (61. příčka) a "No Role Modelz" (50. příčka). V první týden prodeje se v USA prodalo 353 500 kusů alba, a tím debutovalo na první příčce. Album získalo ocenění zlatá deska. Celkem se v USA prodal jeden milion kusů alba a tím se stalo jeho prvním, které získalo platinovou certifikaci. V říjnu 2016 se album díky streamům stalo 2× platinovým.
V lednu 2016 vydal exkluzivně na streamovací hudební službě Tidal live album Forest Hills Drive: Live. Album bylo nahráno na koncertu v rodném Fayetteville v Severní Karolíně. Za první dva týdny se alba prodalo 16 000 kusů (45 000 ks i po započítání streamů).

### 4 Your Eyez Only (2016)
Dne 1. prosince 2016 Cole na sociální sítě překvapivě vyvěsil obal svého nového alba s názvem 4 Your Eyez Only a sdílel odkaz na předprodej alba na iTunes. Album o deseti písních bylo vydáno 9. prosince 2016, přesně dva roky po albu 2014 Forest Hills Drive. Stejně jako ono je celé bez hostů. S předchozí albem sdílí rovněž stejnou marketingovou taktiku překvapivého vydání. V první týden prodeje se v USA prodalo 362 000 ks (492 000 ks po započítání 176 milionů streamů). J. Cole tím opět dosáhl první příčky v žebříčku Billboard 200. Po vydání alba se všech deset písní umístilo do 40. místa žebříčku Billboard Hot 100, nejlépe si vedly písně "Deja Vu" (7. příčka), "Immortal" (11. příčka) a "Neighbors" (13. příčka), ačkoliv nešlo, alespoň zprvu, o singly, jedná se o jeho do této doby nejlépe umístěné písně. Do žebříčku se dostaly také dvě písně z jeho Eyez dokumentu, který byl vydán spolu s albem; jedná se o písně "False Prophets" a "Everybody Dies". V lednu 2017 bylo album oceněno certifikací zlatá deska. V dubnu 2017 získalo certifikaci platinová deska.

### KOD a Revenge of the Dreamers III (2018–2019)
Vydání pátého studiového alba s názvem KOD (zkratka pro Kids on Drugs, King Overdosed a Kill Our Demons) bylo oznámeno bez dřívější propagace 16. dubna 2018. Vydáno bylo 20. dubna 2018. Album je opět bez hostů. V seznamu písní se sice objevuje kiLL Edward, jde však pouze o alter ego J. Colea. Album během prvního dne zlomilo rekord zpěváka Drakea na streamovací službě Apple Music, během prvního dne zaznamenalo 64,5 milionů streamů. Na streamovací službě Spotify během prvního dne zaznamenal 36,7 milionu streamů. Album debutovalo na první příčce žebříčku Billboard 200 se 397 000 prodanými kusy (po započítání streamů). V květnu byl vydán první singl s názvem "KOD" (10. příčka). Po vydání alba se v žebříčku Billboard Hot 100 umístilo všech 12 písní, nejlépe písně: "ATM" (6. příčka), "Kevin's Heart" (8. příčka), "Photograph" (14. příčka), "Motiv8" (15. příčka) a "1985" (20. příčka). Do konce roku 2018 se alba prodalo celkem 981 500 ks.
V lednu 2019 oznámil plánované vydání třetího společného alba svého labelu Dreamville Records s názvem Revenge of the Dreamers III. Dalším oznámením bylo nahrávání komerční mixtape The Off Season. V lednu 2019 vydal singl "Middle Child" (4. příčka).

### The Off-Season (2020–...)
V roce 2020 vydal politicky zaměřený singl "Snow on tha Bluff" (54. příčka), který napsal po zabití George Floyda. V červenci 2020 vydal singly "The Climb Back" (52. příčka) a "Lion King on Ice" (51. příčka), které vyšly na propagační EP Lewis Street. V prosinci oznámil název svého dalšího alba The Off-Season. To vyšlo v květnu 2021 a uváděl ho singl "Interlude" (8. příčka). Album s 282 000 prodanými kusy v prvním týdnu prodeje (po započítání streamů) debutovalo na první příčce žebříčku Billboard 200 jako jeho již šesté po sobě jdoucí. Vedle úvodního singlu byla po vydání jako singl označena píseň "My Life" (s 21 Savage a Morray), která se umístila na 2. příčce žebříčku Billboard 200, jako Coleův nejvýše umístěný singl. V prvním týdnu od vydání se v Top 10 žebříčku umístily také písně "Amari" (5. příčka), "Pride Is the Devil" (s Lil Baby) (7. příčka), "95 South" (8. příčka). Stal se tím jedním z mála zpěváků, kterým současně debutovaly čtyři písně v Top 10 písních žebříčku Billboard Hot 100. V žebříčku se umístilo všech dvanáct písní alba, všechny do 33. příčky žebříčku. Na albu vyšel také dřívější singl "The Climb Back", který se do žebříčku vrátil na 25. příčce.
V dubnu 2024 vydal mixtape Might Delete Later. Z projektu pochází píseň "7 Minute Drill", na které dissuje Kendricka Lamara, který ho předtím napadl v hitové písni "Like That". Dva dny po vydání písně "7 Minute Drill" ji J.Cole označil za chybu, které lituje. Projekt debutoval na druhé příčce žebříčku Billboard 200. Z písní uspěly "7 Minute Drill" (6. příčka), "Crocodile Tearz" (19. příčka) a "Huntin' Wabbitz" (28. příčka).

## Ostatní aktivity

### Basketbal
Na střední škole hrál basketbal za Sanford High School. Následně byl vybrán jako záložní hráč pro St. John's University ovšem bez udělení sportovního stipendia. V roce 2012 již jako slavný rapper hrál za východní tým v NBA All-Star Weekend Celebrity Game.
V květnu 2021 bylo oznámeno, že se Cole upsal na tři až šest zápasů rwandskému týmu Patriots Basketball Club hrajícímu nejvyšší africkou basketbalovou ligu Basketball Africa League. Nakonec během května nastoupil pouze ve třech zápasech, za které sesbíral 45 minut herního času, pět bodů a tři asistence.
V roce 2022 se upsal profesionálnímu basketbalovému týmu Scarborough Shooting Stars, který hraje v kanadské Elite Basketball League (CEBL).

### Podnikání
V roce 2007 založil svou vlastní nahrávací společnost Dreamville Records.
Roku 2011 představil svůj nadační fond The Dreamville Foundation. Nadace je aktivní zejména ve městě Fayetteville, kde se zaměřuje na pomoc dětem a mladistvým z chudých rodin.
Když rapper a podnikatel Jay-Z koupil v roce 2015 streamovací službu Aspiro a přeměnil ji na Tidal, J. Cole se stal, spolu s dalšími 15 hudebními umělci, drobným akcionářem.
V dubnu 2019 pořádal ve městě Raleigh první ročník svého hudebního festivalu Dreamville Festival.
V roce 2020 vydal ve spolupráci se značkou Puma vlastní kolekci tenisek PUMA RS-Dreamer. Kontrakt zahrnoval několika letou spolupráci, ve které J. Cole oficiálně zastává roli kreativce a marketingového poradce.

## Diskografie

### Studiová alba
| Rok  | Album                                                                                            | Nejvyšší umístění v hitparádě | Nejvyšší umístění v hitparádě | Nejvyšší umístění v hitparádě | Nejvyšší umístění v hitparádě | Nejvyšší umístění v hitparádě | Certifikace                               |
| Rok  | Album                                                                                            | US 200                        | US Hip-Hop                    | US Rap                        | UK                            | CAN                           | Certifikace                               |
| ---- | ------------------------------------------------------------------------------------------------ | ----------------------------- | ----------------------------- | ----------------------------- | ----------------------------- | ----------------------------- | ----------------------------------------- |
| 2011 | Cole World: The Sideline Story - Vydáno: 27. září 2011 - Vydavatel: Roc Nation, Columbia         | 1                             | 1                             | 1                             | 25                            | 4                             | US: platinová UK: zlatá                   |
| 2013 | Born Sinner - Vydáno: 18. června 2013 - Vydavatel: Dreamville, Roc Nation, Columbia              | 1                             | 1                             | 1                             | 7                             | 2                             | US: 3x platinová CAN: zlatá UK: zlatá     |
| 2014 | 2014 Forest Hills Drive - Vydáno: 9. prosince 2014 - Vydavatel: Dreamville, Roc Nation, Columbia | 1                             | 1                             | 1                             | 27                            | 3                             | US: 5x platinová CAN: zlatá UK: platinová |
| 2016 | 4 Your Eyez Only - Vydáno: 9. prosince 2016 - Vydavatel: Dreamville, Roc Nation, Interscope      | 1                             | 1                             | 1                             | 21                            | 1                             | US: 2x platinová UK: zlatá                |
| 2018 | KOD - Vydáno: 20. dubna 2018 - Vydavatel: Dreamville, Roc Nation, Interscope                     | 1                             | 1                             | 1                             | 2                             | 1                             | US: 2x platinová CAN: zlatá UK: zlatá     |
| 2021 | The Off-Season - Vydáno: 14. května 2021 - Vydavatel: Dreamville, Roc Nation, Interscope         | 1                             | 1                             | 1                             | 2                             | 1                             | US: platinová UK: zlatá                   |

### Live alba
| Rok  | Album                                                                     | Nejvyšší umístění v hitparádě | Nejvyšší umístění v hitparádě | Nejvyšší umístění v hitparádě | Nejvyšší umístění v hitparádě | Nejvyšší umístění v hitparádě | Certifikace |
| Rok  | Album                                                                     | US 200                        | US Hip-Hop                    | US Rap                        | UK                            | CAN                           | Certifikace |
| ---- | ------------------------------------------------------------------------- | ----------------------------- | ----------------------------- | ----------------------------- | ----------------------------- | ----------------------------- | ----------- |
| 2016 | Forest Hills Drive: Live - Vydáno: 28. ledna 2016 - Vydavatel: Roc Nation | 71                            | —                             | —                             | —                             | —                             | US: /       |

### Úspěšné singly
- 2011 - "Work Out"
- 2011 - "Can't Get Enough" (ft. Trey Songz)
- 2012 - "Nobody's Perfect" (ft. Missy Elliott)
- 2013 - "Power Trip" (ft. Miguel)
- 2013 - "Crooked Smile" (ft. TLC)
- 2014 - "Apparently"
- 2015 - "Wet Dreamz"
- 2015 - "No Role Modelz"
- 2016 – "Everybody Dies"
- 2016 – "False Prophets"
- 2017 – "Deja Vu"
- 2017 – "Neighbors"
- 2018 – "KOD"
- 2018 – "ATM"
- 2019 – "Middle Child"
- 2020 – "Snow on tha Bluff"
- 2020 – "The Climb Back"
- 2020 – "Lion King on Ice"
- 2021 – "Interlude"
- 2021 – "My Life" (s 21 Savage a Morray)